# Costus (grupa artystyczna)
Costus – hiszpański duet malarski związany z  ruchem la movida madrileña. Należeli do niego malarze Enrique Naya oraz Juan Carrero. Grupa zawiązała się w 1979 roku (choć artyści poznali się 5 lat wcześniej na studiach w Esquela de Artes y Oficios w Kadyksie), jej nazwa jest skrótem od słowa costureras – krawcowe, gdyż przyjaciele malarzy przyrównywali ich współpracę do zgodnej pracy dwóch krawcowych.
Ich wspólne mieszkanie Casa Costus, mieszczące się w Madrycie przy ulicy Palma 14, było jednym z najważniejszych miejsc ówczesnej madryckiej kultury alternatywnej, bywali w nim najważniejsi przedstawiciele movidy, m.in. reżyser Pedro Almodóvar, wokalistka Maria Olvido Gara (Alaska), performer Fabio McNamara, malarz Miguel Ángel Arenas (Capi), Bernardo Bonezzi, Tesa (wokalistka zespołu Zombies). Stanowiło też część scenografii do filmu Almodóvara Pepi, Luci, Bom i inne dziewczyny z dzielnicy; w filmie tym pojawili się też sami malarze oraz ich pies Lala.
Costus stworzyli m.in. projekt El Chochonismo Ilustrado (pl. „Bezwstyd Oświecony’), inspirowany pismami kobiecymi i ikonami hiszpańskiej wyobraźni masowej (m.in. Carmen Polo, wdową po generale Franco), na który składały się cykle: La marina te llama (zainspirowana kiczem tradycyjnych andaluzyjskich laleczek, nazywanych „cygankami z  Marín”), Paso transcendental: del „Diez minutos” a „Hola”, Chulos oraz Los seried de agua. Oprócz twórczości Costus do projektu włączono także twórczość innych artystów, m.in. twórczość literacką i fotograficzną Alaski, Carlosa Berlangi i Pedro Almodovara. Po tej wystawie Costus udali się do Meksyku, skąd do Hiszpanii przywieźli dzieła składające się na serię Pinturas mejicanas i Bichos.
Do ich prac należał także El Valle de dos Caídos – cykl 25 wielkoformatowych obrazów, powstających w latach 1980-1987, namalowanych w estetyce pop, zamierzonego kiczu i we fluorescencyjnych barwach. Elementy cyklu nawiązywały zarówno do estetyki religijnej czasów frankizmu, jak i do monumentalnych rzeźb, zbudowanych w czasach Franco, upamiętniających ofiary wojny domowej i znajdujących się w górach Guadarrama, w Dolnie Poległych. Na obrazach tych jako postacie religijne występują znajomi Costus, m.in. Tino Casal i Bibi Andersen.
Zajmowali się także projektowaniem okładek płyt i tworzeniem murali.
W latach 80. twórcy opuścili Madryt i udali się kolejno do Kadyksu, Barcelony i Sitges.
Działalność Costus zakończyła się wraz ze śmiercią twórców – Enrique zmarł na AIDS w 1989 roku, Juan popełnił samobójstwo w kilka miesięcy później.
W 1992 roku retrospektywną wystawę Costus zorganizowano w Kadyksie.